# Taddeo Gaddi
Taddeo Gaddi (* 1290 in Florenz; † 1366 ebenda) war ein in Florenz tätiger Maler des 14. Jahrhunderts, der die künstlerische Neuerungen seines Lehrers Giotto weiterentwickelte. Seinen Erfolg belegt eine Reihe prestigeträchtiger Aufträge, unter anderem für den Konvent von Santa Croce in Florenz. Die über seinen Tod hinausreichende Wertschätzung seiner Leistungen dokumentieren die Lobpreisungen Cennino Cenninis in seinem Libro dell'arte und des Florentiner Chronisten Filippo Villani (beide um 1400). Der Kunsthistoriograph Giorgio Vasari behandelt Taddeo 1565 in der Vita seines gleichfalls als Maler erfolgreichen Sohnes Agnolo Gaddi.

## Leben
Taddeo Gaddi war ein Sohn und Schüler des Gaddo Gaddi. Der Name Gaddo leitet sich als Abkürzung von Gherardo di Zanobi ab, dem Namen seines Vaters Gaddo Gaddi. Nach seiner Ausbildung bei seinem Taufpaten Giotto und Tätigkeit in dessen Werkstatt – Cennino Cennini schreibt um 1400 in seinem Libro dell'arte, dass Taddeo dort 24 Jahre gearbeitet habe ("fu battezzato da Giotto, e fu suo discepolo anni ventiquattro") – war er ab etwa 1330 als selbstständiger Meister in Florenz tätig. In dieser Zeit immatrikulierte er sich in der für Maler zuständigen Florentiner Zunft der Ärzte und Apotheker (Arte dei medici e speziali).
Als sein bedeutendster Auftrag gilt die Freskierung der Cappella Baroncelli (1332–1338) in der Franziskanerkirche Santa Croce in Florenz. Die Ausmalung zeigt Szenen aus dem Leben der Maria. Taddeo Gaddi malte für Santa Croce auch ein Abendmahl an der Stirnwand des Refektoriums und 26 Tafeln für einen Schrank in der Sakristei. Die Tafeln mit kleinen, jeweils von einem Vierpass gerahmten Szenen aus dem Leben Christi und des hl. Franziskus sind heute auf Sammlungen in Florenz, München und Berlin verteilt.
Unter den erhaltenen Tafelbildern sind ein von Taddeo Gaddi signierter und datierter Klappaltar in der Berliner Gemäldegalerie, ein Altarretabel mit einer Madonna und Heiligen in Santa Trinita in Florenz, eine inschriftlich auf 1355 datierte Tafel mit der Madonna, Engeln und Heiligen in den Uffizien in Florenz und ein ebenfalls inschriftlich datiertes Triptychon von 1366 im Museo Capodimonte in Neapel zu nennen.
In San Francesco in Pisa malte Taddeo Gaddi 1342 einen Freskenzyklus mit Szenen aus dem Leben des heiligen Franziskus.
Taddeo Gaddi starb 1366 in Florenz. Er war der Vater des gleichfalls als Maler berühmten Agnolo Gaddi und der Maler Giovanni († 1383), Niccolò und Francesco Gaddi. Sein Sohn Zanobi († 1400) war als Händler erfolgreich.

## Werkauswahl

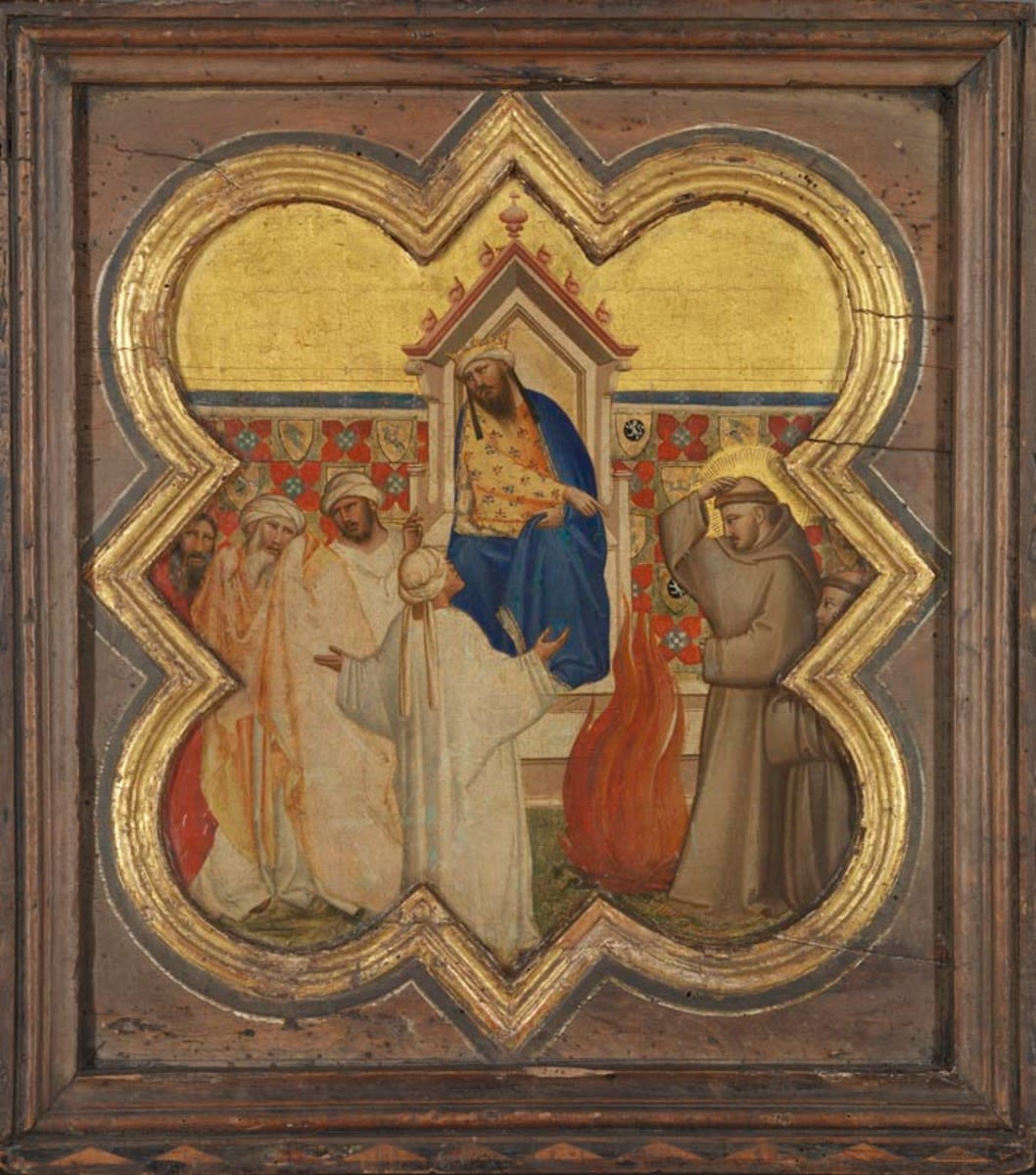
Tafel vom Sakristeischrank aus Santa Croce mit der Feuerprobe des Franziskus vor dem Sultan, um 1335/1340, Alte Pinakothek, München

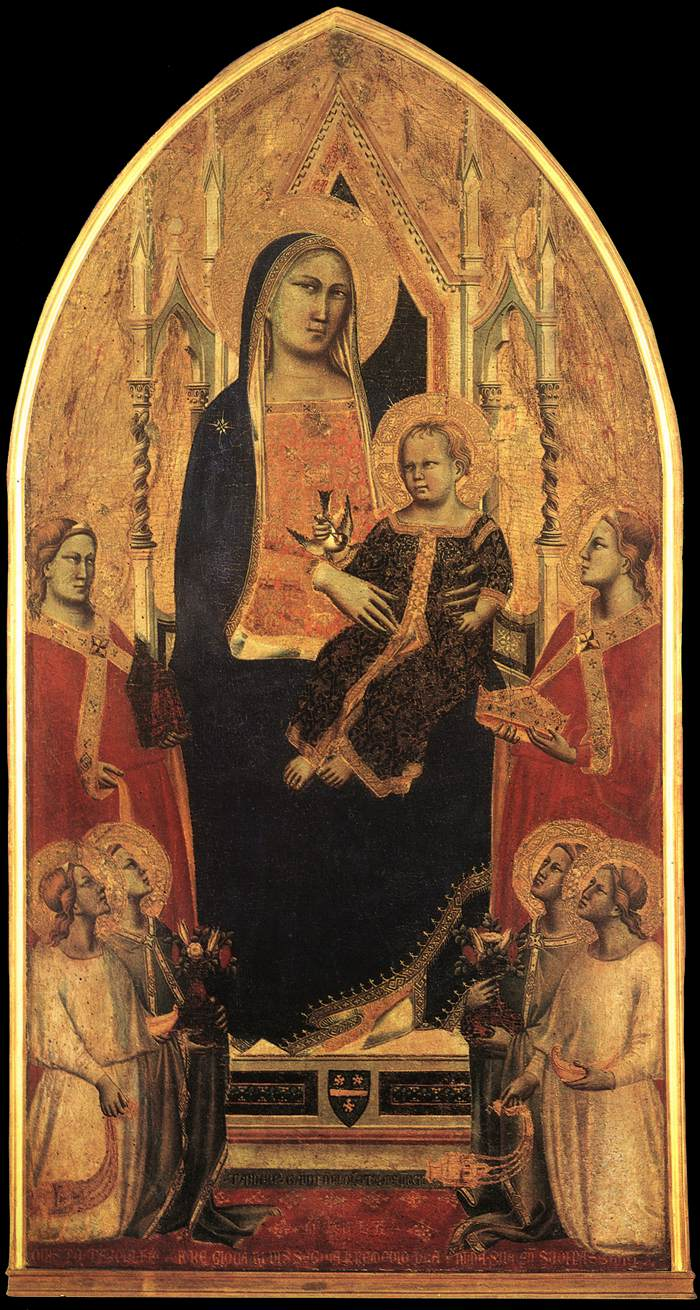
Thronende Madonna mit Kind, Heiligen und Engeln, 1355, Tempera und Blattgold auf Pappelholz, Uffizien, Florenz

### Tafelbilder
- Triptychon, Tempera und Schlagmetall auf Pappelholz, um 62,5 × 42 cm, um 1334, Gemäldegalerie Berlin, Ident. Nr. 1079 (Mitteltafel, Inschrift: +ANNO.D(OMI)NI M.CCC.XXXIIII. MENSIS. SECTENBRIS. TADEU(S) ME FECIT), Ident. Nr. 1080 (Innenflügel) und Ident. Nr. 1081 (Flügel außen)
- Maria mit Kind, um 1350, Tempera auf Holz, 85 × 56 cm, San Giovanni Fuorcivitas, San Lorenzo alle Rose (bei Florenz)
- 28 Tafeln von einem (nicht erhaltenen) Schrank der Sakristei von Santa Croce, um 1335/1340, Tempera und Blattgold auf Pappelholz
  - 24 Tafeln in der Galleria dell’Accademia, Florenz
    - Verkündigung
    - Heimsuchung
    - Geburt Christi
    - Anbetung der hl. drei Könige
    - Darstellung Christi im Tempel
    - Taufe Christi
    - Jesus diskutiert mit den Schriftgelehrten
    - Abendmahl
    - Kreuzigung Christi mit Maria und Johannes dem Evangelist
    - Auferstehung Christi
    - Der auferstandene Christus erscheint den drei Marien
    - Ungläubigkeit des hl. Thomas
    - Verklärung Christi
    - Himmelfahrt Mariens
    - Franziskus weist gegenüber seinem Vater die irdischen Güter zurück
    - Papst Innozenz III. sieht im Traum, wie Franziskus San Giovanni in Laterano stützt
    - Papst Innozenz III. erkennt die franziskanische Ordensregel an
    - Erscheinung des Franziskus in einem Flammenwagen
    - Die Krippe von Greccio
    - Franziskus predigt von Papst Honorius III.
    - Franziskus erscheint dem Ordenskapitel in Arles
    - Franziskus empfängt seine Stigmata
    - Tod des Franziskus
    - Martyrium der Franziskaner in Ceuta

  - 2 Tafeln in der Alte Pinakothek, München
    - Der Tod des Edlen von Celano, Inv. Nr. 10676
    - Feuerprobe vor dem Sultan, Inv. Nr. 10677

  - 2 Tafeln in der Gemäldegalerie, Berlin
    - Der Hl. Franziskus erweckt einen Knaben,
    - Die Ausgießung des Heiligen Geistes, Ident. Nr. 1073
    - Der Heilige Franziskus erweckt ein Kind, Ident. Nr. 1074

### Fresken
Florenz
- Szenen aus dem Leben der Maria, um 1332–1338, Florenz, Santa Croce, Cappella Baroncelli
- Arbor vitae, um 1330–1340 oder –1360, Santa Croce,  Refektorium
- Lünette: Beweinung Christi, um 1335, Fresko, 204 × 210 cm, Museo dell’Opera del Duomo
- Heilige, 1340–1341, San Miniato al Monte
- Kreuzigung Christi, 1355–1360 (abgenommen), Ognissanti
- Fresken (erhalten: Auferstehung Christi), 1365 (Bezahlung dokumentiert), Santa Maria Nuova

Außerhalb von Florenz
- Gottvater und Satan (von Szenen aus dem Leben Hiobs), 1341–1342, Pisa, Camposanto
- Kruzifix, um 1340–1345, Holz, 275 × 171 cm, San Giorgio a Ruballa (bei Florenz), San Giovanni Fuorcivitas

### Fresken in Santa Croce

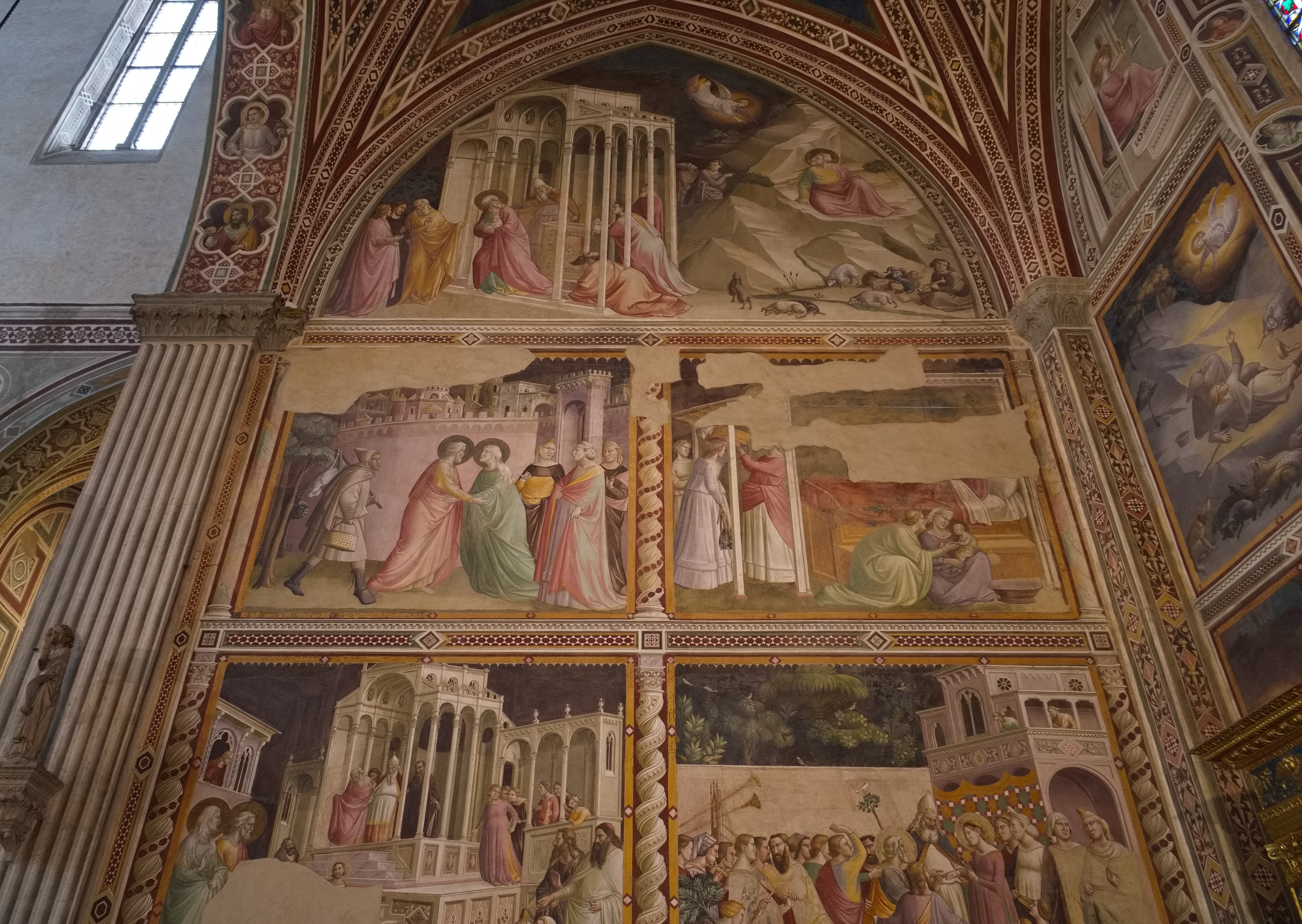
Szenen aus dem Leben der Maria, um 1330, Baroncelli-Kapelle (Nordwand)
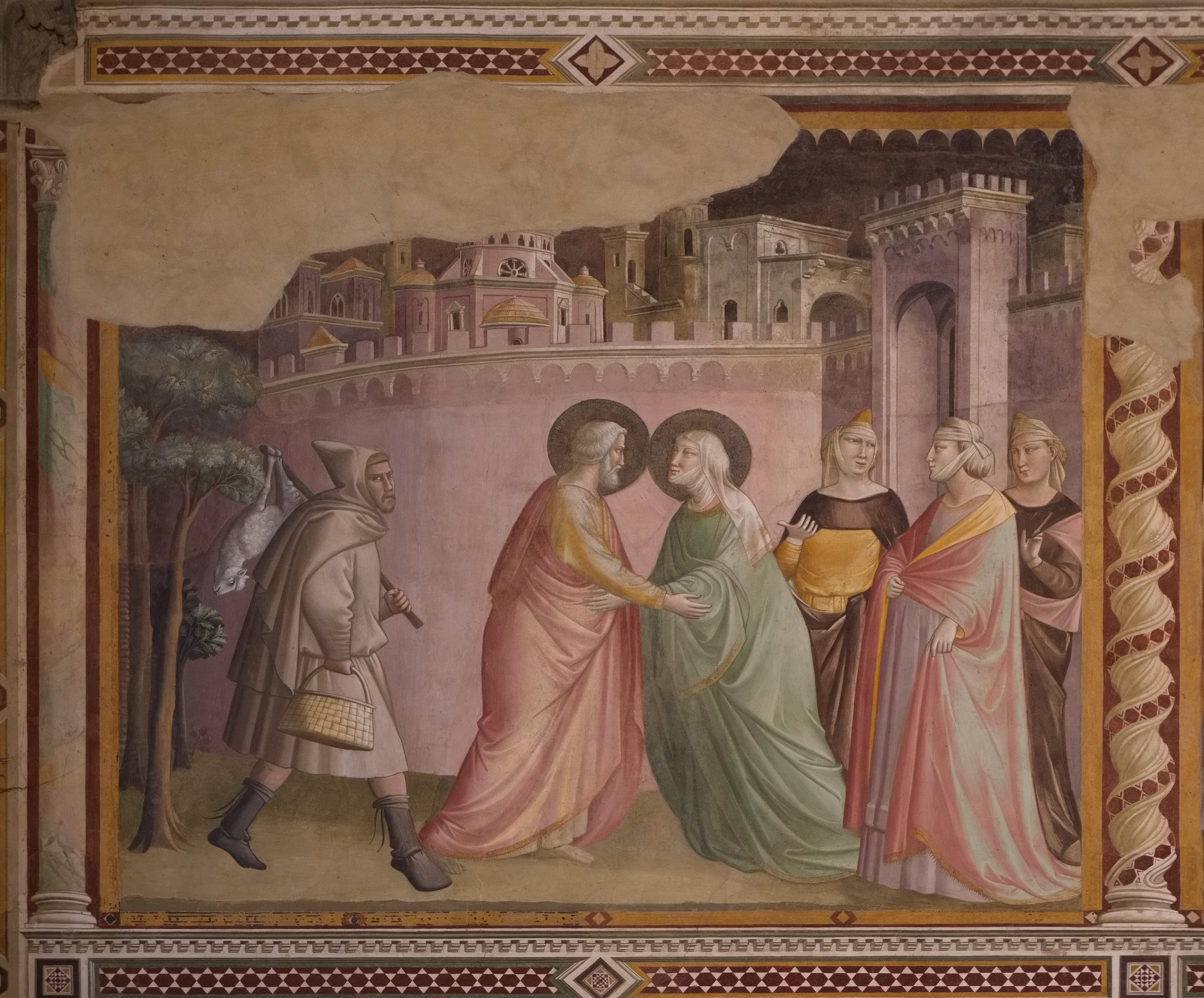
Heimsuchung (Nordwand)
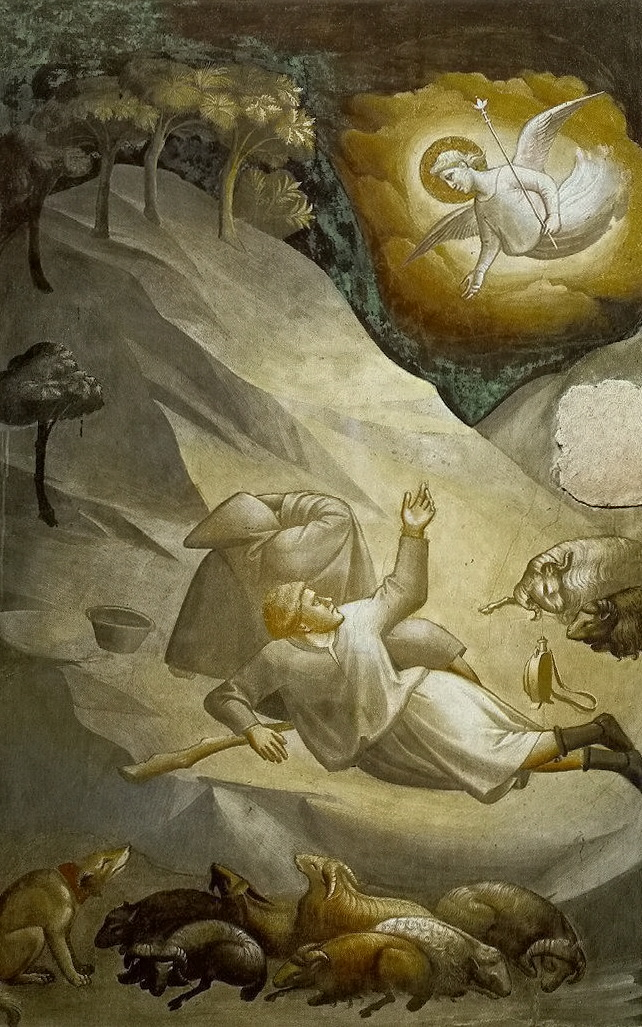
Verkündigung an die Hirten (Ostwand)
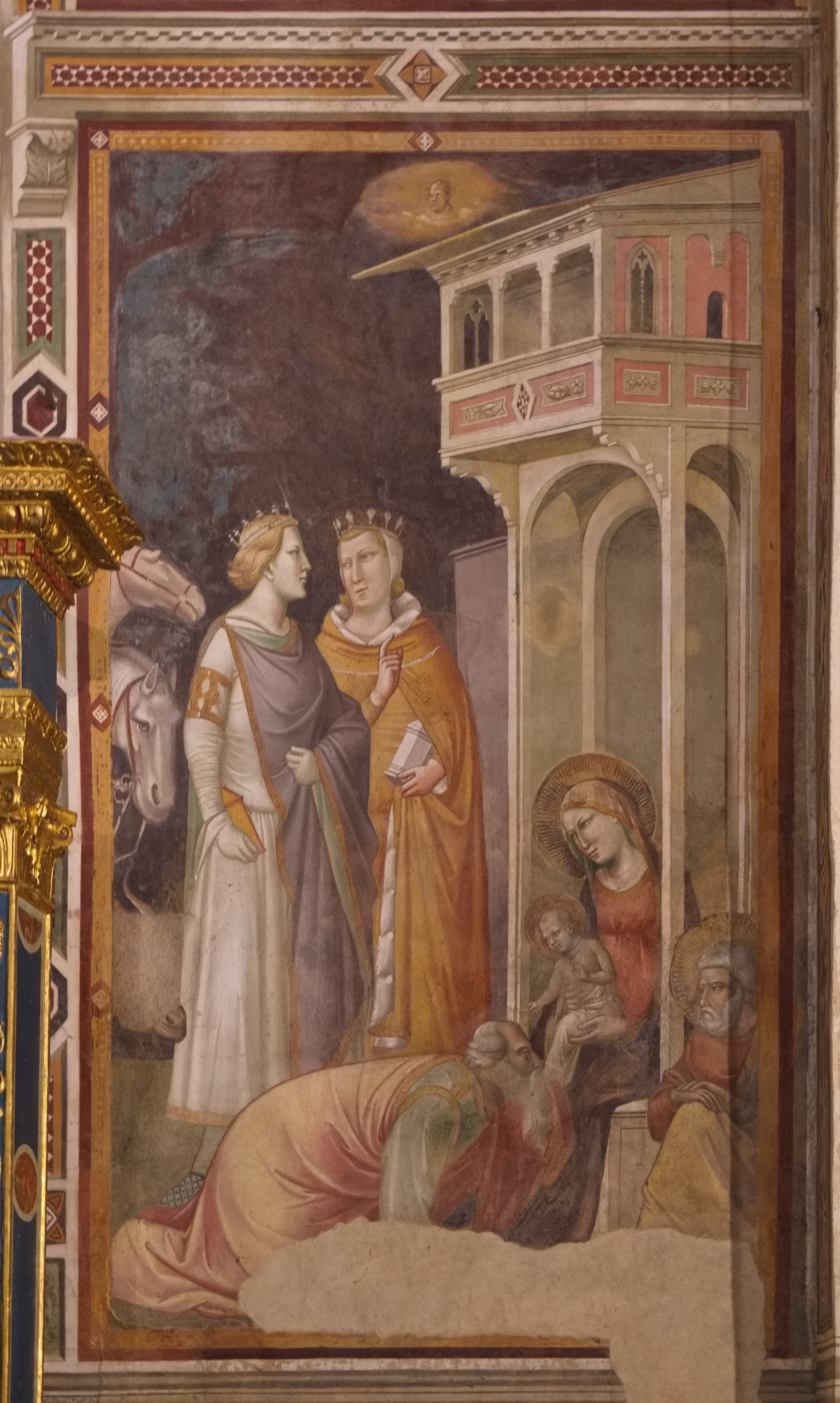
Anbetung der Könige (Ostwand)
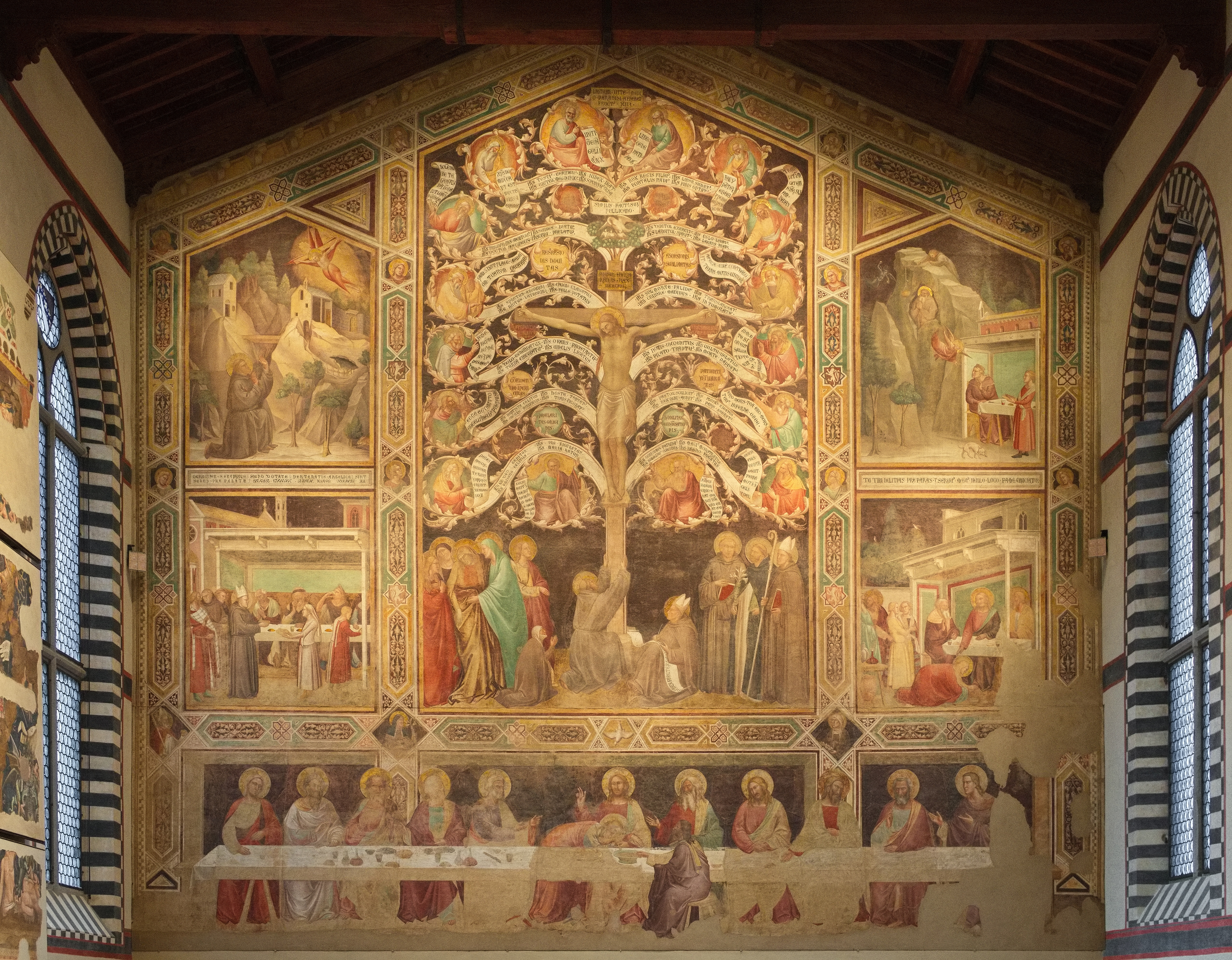
Arbor vitae, um 1330–40 oder –60, Refektorium